# Verbove, Nosivka
Verbove (în ucraineană Вербове) este un sat în comuna Hannivka din raionul Nosivka, regiunea Cernihiv, Ucraina.

## Demografie
Componența lingvistică a localității Verbove
     Ucraineană (94,85%)
     Rusă (5,15%)
Conform recensământului din 2001, majoritatea populației localității Verbove era vorbitoare de ucraineană (94,85%), existând în minoritate și vorbitori de rusă (5,15%).